# Александровка (Никопольский район)
Алекса́ндровка (укр. Олександрівка) — село,
Кировский сельский совет,
Никопольский район,
Днепропетровская область,
Украина.
Код КОАТУУ — 1222982205. Население по переписи 2001 года составляло 17 человек.

## Географическое положение
Село Александровка находится на правом берегу реки Солёная,
выше по течению на расстоянии в 1,5 км расположено село Марьевка,
ниже по течению на расстоянии в 2 км расположено село Хмельницкое,
на противоположном берегу — село Шахтёр.
По селу протекает пересыхающий ручей.